# MDGRAPE-3
MDGRAPE-3 ist ein Supercomputer, der vom  japanischen Forschungsinstitut RIKEN für Zwecke der Molekulardynamik-Simulation, speziell für die Berechnung von Proteinstrukturen entworfen wurde.
Der Rechner besteht aus 201 Einheiten mit jeweils 24 MDGRAPE-3-Chips  und zusätzlichen Dual-Core-Intel-Xeon-Prozessoren (Codename „Dempsey“), die als Host-Maschinen dienen.
Im Juni 2006 verkündete RIKEN die Fertigstellung des Systems, das eine Billiarde Gleitkommaoperationen pro Sekunde (1 PetaFLOPS) durchführen kann. Das ist vergleichbar mit der Schnelligkeit des IBM Roadrunner, der die TOP500-Liste der schnellsten Supercomputer vom November 2008 anführt. Da MDGRAPE-3 kein System für allgemeine Berechnungen ist, sondern spezielle Aufgaben bearbeitet, konnte er sich wegen der Inkompatibilität zu LINPACK nicht für die TOP500-Liste qualifizieren. Deshalb wird das System oft als ein Beispiel für die negativen Aspekte LINPACKs genannt.